# Markham (Texas)
Markham és una concentració de població designada pel cens dels Estats Units a l'estat de Texas. Segons el cens del 2000 tenia 1.138 habitants.

## Demografia
Segons el cens del 2000, Markham tenia 1.138 habitants, 386 habitatges, i 306 famílies. La densitat de població era de 191,9 habitants/km².
Dels 386 habitatges en un 39,9% hi vivien nens de menys de 18 anys, en un 61,7% hi vivien parelles casades, en un 11,9% dones solteres, i en un 20,7% no eren unitats familiars. En el 17,9% dels habitatges hi vivien persones soles el 7% de les quals corresponia a persones de 65 anys o més que vivien soles. El nombre mitjà de persones vivint en cada habitatge era de 2,95 i el nombre mitjà de persones que vivien en cada família era de 3,35.
Per edats la població es repartia de la següent manera: un 31,5% tenia menys de 18 anys, un 8,3% entre 18 i 24, un 27,4% entre 25 i 44, un 22,1% de 45 a 60 i un 10,7% 65 anys o més.
L'edat mediana era de 33 anys. Per cada 100 dones de 18 o més anys hi havia 90,9 homes.
La renda mediana per habitatge era de 41.900 $ i la renda mediana per família de 49.792 $. Els homes tenien una renda mediana de 32.391 $ mentre que les dones 20.938 $. La renda per capita de la població era de 17.302 $. Aproximadament el 7,6% de les famílies i l'11,4% de la població estaven per davall del llindar de pobresa.

## Poblacions més properes
El següent diagrama mostra les poblacions més properes.